# Kotra (vattendrag)
Kotra (vitryska: Котра) är ett vattendrag i Belarus, på gränsen till Litauen. Det ligger i den västra delen av landet, 240 km väster om huvudstaden Minsk.
Trakten runt Kotra består till största delen av jordbruksmark. Runt Kotra är det ganska tätbefolkat, med 139 invånare per kvadratkilometer.